# Geganta Cati
La Geganta Caterina, més coneguda per Cati, és una geganta que pertany als Gegants del Casc Antic, filla d'en Peret el Fanaler i la Marieta de l'Ull Viu. Representa una jove comerciant del barri antic que està a punt de cobrar; per això té les mans ocupades amb un datàfon i una targeta. Porta un pentinat i una indumentària ben actuals, amb una brusa que li fa ensenyar les espatlles i el melic. Quan s'ha de mudar, es posa una camisa vermella i groga.
La iniciativa de crear la nova figura fou de la Colla Gegantera del Casc Antic, que volia una geganta amb una imatge actual i de pes lleuger que poguessin portar els joves de la colla, és a dir, aquells que no poden carregar les figures grosses perquè pesen massa, però tampoc els gegantons perquè són molt petits. La batejaren amb el nom de Cati perquè, com els de la resta de gegants del Casc Antic, prové d'un dels barris del nucli històric: el de Santa Caterina.
La tasca de construir la nova figura d'imatgeria festiva de la colla es va encarregar a l'artista cardoní Toni Mujal, a partir del disseny de Laia Tarragó, membre de l'Associació d'Amics dels Gegants del Pi. La geganta Cati s'estrenà el 2006 a l'Arc del Triomf, en una celebració amb motiu de l'Any del Comerç. En aquell acte de presentació l'acompanyaren els gegants i la colla diables del Casc Antic.